# Alvin Ceccoli
Alvin Ceccoli (ur. 5 sierpnia 1974) – australijski piłkarz, reprezentant kraju.

## Kariera reprezentacyjna
W reprezentacji Australii zadebiutował w 1998. W reprezentacji Australii występował w latach 1998–2006. W sumie w reprezentacji wystąpił w 6 spotkaniach.

## Statystyki
| Reprezentacja Australii | Reprezentacja Australii | Reprezentacja Australii |
| Rok                     | Mecze                   | Gole                    |
| ----------------------- | ----------------------- | ----------------------- |
| 1998                    | 4                       | 1                       |
| 1999                    | 0                       | 0                       |
| 2000                    | 0                       | 0                       |
| 2001                    | 0                       | 0                       |
| 2002                    | 0                       | 0                       |
| 2003                    | 0                       | 0                       |
| 2004                    | 0                       | 0                       |
| 2005                    | 0                       | 0                       |
| 2006                    | 2                       | 0                       |
| Razem                   | 6                       | 1                       |